# Uno scandalo perbene
Uno scandalo per bene è un film del 1984, diretto da Pasquale Festa Campanile, ispirato al caso Bruneri-Canella, e presentato in concorso alla Mostra del Cinema di Venezia 1984.

## Trama
Nel 1927 viene pubblicata su alcuni quotidiani una foto di un uomo privo di memoria, di documenti e di denaro che da un anno era ricoverato al manicomio di Collegno. Si fa viva solo una famiglia di Verona.
Un uomo che si reca a Collegno per incontrare il misterioso smemorato è convinto che si tratti di suo fratello, il professor Giulio Canella, dichiarato disperso in Macedonia durante la guerra. La donna, Giulia Canella, che lo accompagna non è completamente convinta, ma viene deciso di portarlo a Verona dove sarà lentamente riabilitato, fino a fare rinascere nei due l'amore di un tempo. Improvvisamente da Torino giunge una richiesta di incarceramento dell'uomo perché una donna con figli lo reclama come suo marito. Sarebbe un tipografo colpevole di vari furti e imbrogli. La vicenda diviene molto complessa e si allarga a livello nazionale. Varie le fasi dei processi. Giulia lo sostiene con coraggio e dedizione. L'uomo finisce col fare due anni di carcere sui quattro che gli erano stati dati di condanna. Dopo di che la famiglia Canella (avevano avuto due figli) si trasferisce in Brasile, dove lui morirà nel 1941.

## Produzione
- Il film prodotto da Fulvio Lucisano per Italian International Film, Screen World, fu girato a Torino, a Verona e negli studi DEAR di Roma.
- "Vorrei spezzare la catena di fare sempre lo stesso film comico e della ricerca del facile successo [...] nella speranza che il pubblico si sia stancato di tanto cinema comico e smaccatamente commerciale" (P. Festa Campanile, “la Repubblica”, 31 marzo 1984).
- La versione televisiva di 167 minuti andò in onda il 9 e l'11 di aprile 1986 su Rai 2.

## Riconoscimenti
- 1984 - Mostra del cinema di Venezia
  - Nomination Leone d'oro a Pasquale Festa Campanile
- 1985 - David di Donatello
  - Miglior produttore a Fulvio Lucisano
  - Nomination Miglior film
  - Nomination Migliore sceneggiatura a Suso Cecchi D'Amico
  - Nomination Migliore attore protagonista a Ben Gazzara
  - Nomination Migliore attrice non protagonista a Valeria D'Obici
  - Nomination Migliore fotografia a Alfio Contini
  - Nomination Migliore scenografia a Enrico Fiorentini
  - Nomination Migliori costumi a Mario Carlini

## Stampa
- "Festa Campanile, come sapete, è un alacre professionista senza presunzioni, che varie volte ha dato l'impressione di buttarsi via con una certa noncuranza, come chi voglia vincere una sfida di produttività [...]. Qui, nello Scandalo perbene, aveva davanti due scelte, da risolvere già in fase di sceneggiatura con Suso Cecchi D'Amico: o puntare tutto sulla simulazione, sulla doppiezza come necessità di sopravvivenza e di “verità” (troppo pirandelliano) o centrare la storia sulla signora Canella, sul dramma di una donna che crede di riconoscere il marito in un finto smemorato e difende la sua convinzione e l'amore nato nel frattempo con una perseveranza che trasforma realmente l'uomo. Tendenzialmente, il progetto Campanile-D'Amico va in questa seconda direzione, ma poi il regista ‘è fatto vincere dallo scrupolo illustrativo [...]. La storia diventa ‘animazione dettagliata di una vecchia copertina della Domenica del Corriere o la ricostruzione puntigliosamente aneddotica di un caso famoso (col manicomio, i processi, la sfilata estenuante dei testimoni, gli “esterni” adatti di Torino, Verona, Genova). In mezzo, con una certa impudenza, con una certa dose di esibizionismo c'è la storia di amore e di sesso di Giuliana De Sio, la moglie che scopre un nuovo marito  e non lo vuole cedere» (S. Reggiani, "La Stampa", 30 agosto 1984).